# 光始
光始（こうし）は、五胡十六国時代、後燕の君主慕容熙の治世で使用された元号。401年8月 - 406年12月。

## 西暦・干支との対照表
| 光始 | 元年  | 2年   | 3年   | 4年   | 5年   | 6年   |
| 西暦 | 401年 | 402年 | 403年 | 404年 | 405年 | 406年 |
| 干支 | 辛丑  | 壬寅  | 癸卯  | 甲辰  | 乙巳  | 丙午  |